# Futaba Ema
Futaba Ema (二葉 エマ 7 tháng 8 năm 1998 –) là một nữ diễn viên khiêu dâm người Nhật Bản. Cô sinh ra tại tỉnh Kanagawa và thuộc về công ti Life Promotion.

## Sự nghiệp

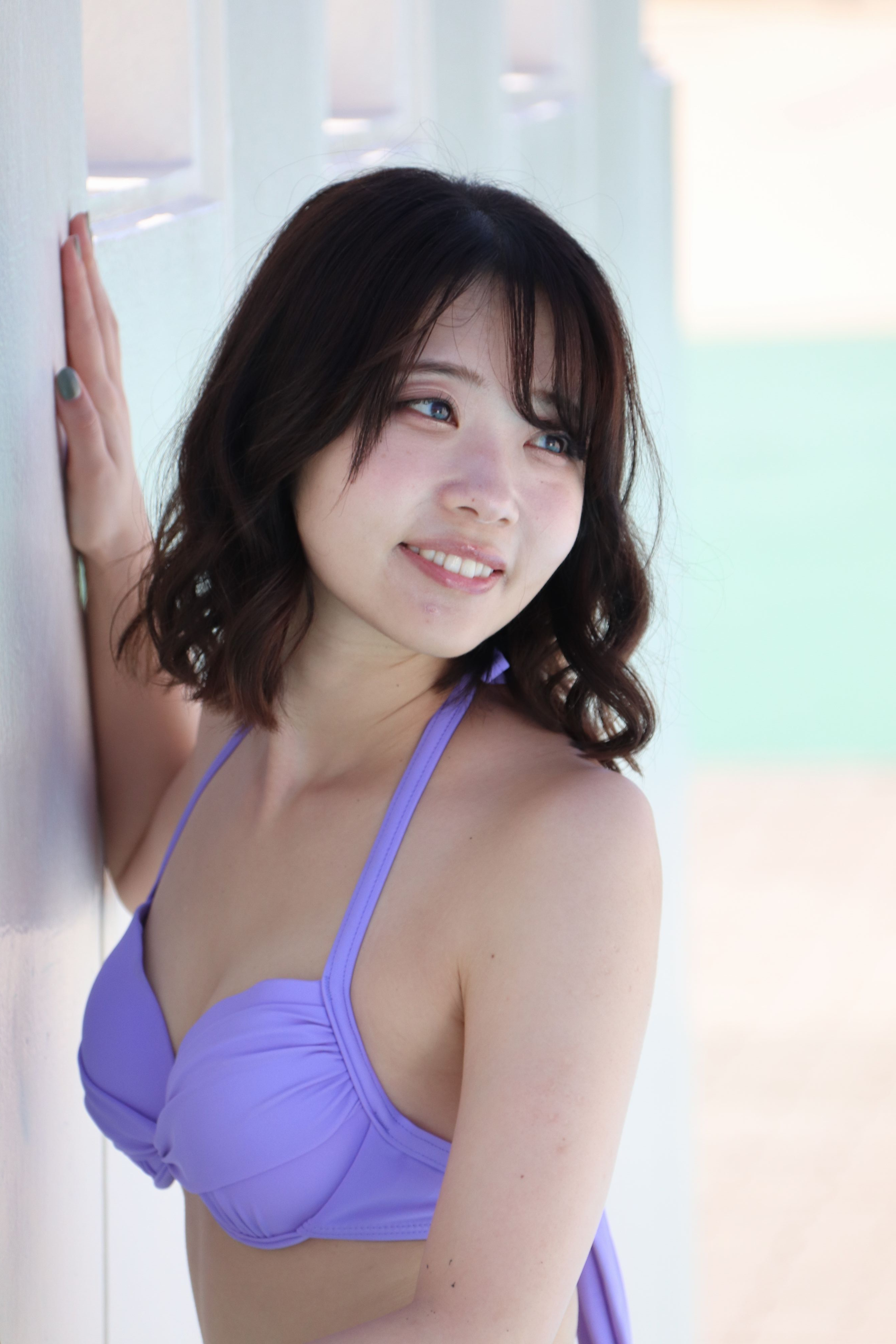
Ema trong trang phục áo tắm (tháng 9/2022)

Tháng 12/2018, cô ra mắt với tư cách là một thần tượng bằng video hình ảnh gợi cảm "Hacks Bishōjo Revolution" (với vài cảnh lộ núm vú).
Tháng 8/2020, cô ra mắt ngành phim khiêu dâm từ hãng Idea Pocket với phim "Tân binh ra mắt ngành phim khiêu dâm FIRST IMPRESSION 143 Thiên sứ Cup F 149cm Cô gái nhỏ người Futaba Ema" (新人 AVデビュー FIRST IMPRESSION 143 天使 Fカップ149cmミニマム少女 二葉エマ).
Trong phim ra mắt ngành của cô có cảnh hoa anh đào, và sau đó đã được tiết lộ rằng phim được dự kiến phát hành trước mùa hè, tuy nhiên lịch phát hành đã bị lùi lại do chủng virus corona mới.
Ngày 9/12/2022, tại sự kiện "LIFE FES – No LIFE No LIFE" tổ chức tại Ikebukuro, cô thông báo sẽ thành lập bộ đôi "Iburigakko Cream Cheese" cùng Neo Akari, người thường hợp tác với cô tại các sự kiện, v.v. Cô cũng đã mặc trang phục do Akari thiết kế và hát vào hôm đó.
Ngày 4/7/2023, cô thông báo chuyển hãng phim độc quyền sang Attackers. Ngoài ra, vào ngày 29/10, sự kiện đầu tiên của cô "Ema Minmura của Futaba Ema" sẽ được tổ chức tại A Talk Club WOOFER ở Yoyogi, Tokyo.
Tháng 11/2023, cô đã rời hợp đồng độc quyền và trở thành nữ diễn viên tự do.

## Đời tư
- Lí do ra mắt ngành phim khiêu dâm mà cô thường nhắc đến là Momonogi Kana, một đàn chị cùng công ti,[9] và chính cô cũng đã được nhận bởi công ti sau khi nộp đơn thông qua trang web chính thức của Kana "Momonogi.com". Cô đã biết đến Kana qua một chương trình truyền hình đêm khuya,[10] và cô đã tham gia công ti chủ quản của Kana mong chờ một ngày được đứng trên cùng sân khấu với thần tượng. Tuy nhiên, trong một cuộc phỏng vấn cô đã nói rằng lí do vào ngành của cô khá tầm thường, nói rằng cô "không có hiểu biết gì về quan hệ tình dục" và "Mình đã trở thành nữ diễn viên khiêu dâm mà thậm chí còn không biết gì về tình dục". Thế nhưng cô đã cảm thấy không thất vọng về môi trường chuyên nghiệp khi lần đầu trải nghiệm cực khoái lúc đóng phim.[10] Thêm vào đó, trong một cuộc phỏng vấn về phim ra mắt ngành của cô, cô đã nói rằng lí do cô ban đầu ra mắt với tư cách là người mẫu video hình ảnh mặc dù cô có hứng thú với phim khiêu dâm là: "Tại thời điểm đó, mình vẫn sợ hình ảnh cởi hết quần áo được công khai". Trên kênh YouTube của cô, cô cũng đã nói rằng nghề video hình ảnh là một công việc công ti giới thiệu cho cô khi cô không thể dấn thân trở thành nữ diễn viên khiêu dâm mặc dù cô đã tham gia công ti.
- Điểm nhấn gợi cảm của cô là vùng eo.[11] Có vài video trên kênh YouTube trong đó cô đã quay phần eo của mình.
- Cô đã tự nhận xét rằng bản thân không phải loại người khéo léo.[4]
- Khi cô học đại học, cô đã quan hệ tại nhà bạn trai cũ, và tiếng hét của cô to đến mức những người sống xung quanh (đa số là sinh viên cùng trường đại học) đã nói rằng "có một con quái vật trong căn hộ này".[12] Cô đã biết đến câu chuyện này ngay trước khi tốt nghiệp đại học.
- Cô có kinh nghiệm nhảy Nihonbuyō và có thể tự mặc áo yukata và kimono.[13]
- Cô từng có lịch phát sóng trò chuyện trực tiếp qua nền tảng Spoon hai lần mỗi tuần (vào Chủ nhật và Thứ tư). Mặc dù cô đã dừng phát sóng trong một thời gian, cô đã trở lại phát sóng mỗi tuần (sau là mỗi tháng) 1 lần vào các thứ tư từ ngày 17/3/2021, và đến năm 2022, cô không thường xuyên phát sóng nữa nhưng vẫn duy trì trò chuyện với người hâm mộ qua nền tảng này.[14]
- Từ ngày 28/12/2020, cô đã bắt đầu bật chế độ phát lại cho video các buổi phát trực tiếp trên YouTube (trước đó là TwitCasting) tái hiện lại và tóm tắt các phim của cô để người hâm mộ có thể xem và tương tác với các buổi phát sóng đó. Chủ tịch công ti Life Promotion của cô đã hỗ trợ chuẩn bị và cung cấp các câu nói từ các phim mới của cô tại thời điểm phát sóng để cô tái hiện tại.
- Tháng 2/2021, kênh YouTube của cô đã được lập. Cô đã gặp Neo Akari, người cùng tuổi và công ti với cô khi Akari hỏi cô về cách phát triển kĩ năng diễn xuất và họ đã trở thành bạn thân.[15] Họ cũng đã đến thăm nhà nhau, đến các buổi chụp ảnh cho sách ảnh của nhau và kể lại chúng trên YouTube.[16] Ngoài ra, họ cũng đã đăng tải nhiều video quay cùng nhau và thường đi chơi với nhau ngoài đời.
- Kannami Mado, người đã đóng chung phim với cô vào năm 2021 đã nói rằng ấn tượng đầu tiên của cô về Ema rằng "Cô ấy dễ thương!" và "Cô ấy là người thẳng thắn, quan tâm đến tôi và cười rất nhiều".[17]
- Tại các sự kiện và buổi phỏng vấn, cô thường được nhận xét là có giọng nói và gương mặt giống Kano Yura (mặt khác Yura cũng đôi khi được nhận xét là giống cô), và tại lần đầu họ gặp nhau tại dự án phỏng vấn của FANZA News, họ đã cùng nhận ra là mình giống hệt người kia (Một nhà sản xuất Idea Pocket cũng tại sự kiện này đã nói "Tôi chắc chắn sẽ tin nếu bạn nói họ là chị em"), và Yura là một trong số các nữ diễn viên cô ngưỡng mộ, người cô biết đến trước khi ra mắt ngành và người đã đóng các phim mà cô thường xem khi thủ dâm (Họ bằng tuổi nhau, Ema sinh sớm hơn, nhưng Yura đã ra mắt ngành sớm hơn khoảng 3 năm), vì vậy cô đã rất háo hức và phấn khích khi được gặp Yura.
- Diễn viên hài Ishizu Kenji, người đã tổ chức các sự kiện cho cô, đã tiết lộ ấn tượng đầu tiên của anh vê cô là "Cô ấy có phải là nữ diễn viên khiêu dâm không!?".[18] Đặc điểm "trông không giống nữ diễn viên khiêu dâm này" cũng được dùng để miêu tả Kano Yura, nữ diễn viên được nhắc đến ở trên.